# 瑟尔沃斯堡市镇
56°03′N 14°35′E / 56.050°N 14.583°E
瑟尔沃斯堡市镇（瑞典語：Sölvesborgs kommun）是瑞典南部布莱金厄省的一个市镇。其治所位于瑟爾沃斯堡。